# Urba & Rome
Urba & Rome,  también conocido como Evo Jedis, fue un dúo puertorriqueño-dominicano de productores discográficos. Se especializan en el reguetón, aunque también emplean otros estilos de música urbana.

## Historia
Rome anteriormente ha trabajado con artistas como Kendo Kaponi, con el equipo de Alqaedas Incorporated en donde trabajaban con Pacho & Cirilo, y también han trabajado con Eme Music de la discografía de Baby Rasta & Gringo después de la separación de Urba con Monserrate, se juntaron para trabajar nuevos temas y proyectos musicales de los artistas de reggaeton puertorriqueño
Como dúo trabajan en nuevos temas y ellos se juntaron desde el 2012 hasta en la actualidad, y como artista que han trabajado con ellos son Daddy Yankee, Wisin & Yandel, Zion & Lennox, Nicky Jam, Farruko, Cosculluela y muchos más
Urba anteriormente estuvo trabajando con Monserrate pero se separaron, anteriormente se llamaban Monserrate & DJ Urba, ahora el asoció a Rome y volvió a trabajar con Daddy Yankee para producir «Shaky Shaky», «Hula Hoop» y «Dura».
Ellos también produjeron la canción más famosa "Amigos Con Privilegios" de Zyron (Ex Michael El Prospecto) y Ñengo Flow, la canción salió en 2013, 3 años después salió el remix junto con Jowell y Lennox.
Se encuentran trabajando con Marconi Impara, el artista se unió a la compañía de los Evo Gang, y también se unió el productor Well Music de su nueva compañía musical

## Discografía

### Álbumes de estudio
- 2020: Reggaetón de la mata

### Créditos de producción
- 2011: Perreología (de Alexis & Fido)
- 2012: Lideres  (de    Wisin & Yandel)
- 2012: The Most Powerful Rookie (de Farruko)
- 2012: La Fórmula (de Plan B, RKM & Ken-Y, Arcángel y Zion & Lennox)
- 2013: Geezy Boyz (de De la Ghetto)
- 2013: Sentimiento, elegancia & maldad (de Arcángel)
- 2014: La esencia (de Alexis & Fido)
- 2014: El suero de la calle (de D.OZi)
- 2015: 14F (de Wise y DJ Luian)
- 2015: Matando la liga (de Jory Boy)
- 2016: The King of Romance (de Ken-Y)
- 2016: Motivan2 (de Zion & Lennox)
- 2016: Blanco perla (de Cosculluela)
- 2017: Fénix (de Nicky Jam)
- 2017: Victory (de Wisin)
- 2018: Mi movimiento (de De la Ghetto)
- 2019: La bestia (de Almighty)
- 2020: Creme de la creme (de Jory Boy)
- 2020: The Goat (de Ñengo Flow)
- 2020: Enoc (de Ozuna)
- 2020: Viva el perreo (de Jowell & Randy)
- 2020: Nieva (de Marconi Impara)
- 2020: Bendecido (de Bryant Myers)
- 2021: Sinonimus (de Anonimus)
- 2022: La última misión (de Wisin & Yandel)